# Gustav Anrich
Gustav Anrich (Rountzenheim, 1867. december 2. – Tübingen, 1930. november 13.) német egyháztörténész.

## Élete
Edouard Anrich (1835-1868) rountzenheimi evangélikus lelkész fia volt. Anyja, Emma Gerold a franciabarát strasbourgi politikus Charles-Théodore Gerold nővére volt. Teológiai tanulmányait a Strasbourgi Egyetemen és a Marburgi Egyetemen végezte, ezután Strasbourgban doktorált Das antike Mysterienwesen in seinem Einfluss auf das Christentum című disszertációjával. 1894 és 1901 közt az elzászi Lingolsheimben volt lelkész. 1903-ban a Strasbourgi Egyetem docense lett. 1914 és 1918 közt az egyetem egyháztörténeti professzora, 1918-ig rektora volt. 1919-1925 közt a Bonni Egyetem, 1924-1930 közt a Tübingeni Egyetem egyháztörténelmi professzora volt, utóbbi helyen 1928 és 1929 közt az egyetem rektorává is választották. 
1924 és 1930 között a frankfurti egyetemi Tudományos Intézet az Elzász-Lotaringiaiaknak a Birodalomban (Wissenschaftlichen Instituts der Elsaß-Lothringer im Reich) elnöke volt.
Fia Ernst Anrich történész.
A korai kereszténység történetének, az ősi misztériumvallásokhoz való viszonyának és befolyásának, valamint a szentek kultusza kialakulásának vezető szakértője volt. Ismert az elzászi reformáció történetével foglalkozó munkáiról is. Élete utolsó éveiben a Strasbourg-i és az Elzászi Egyetem történetével foglalkozott, de meghalt, mielőtt befejezhette volna az egyetem történetével kapcsolatos munkáját.

## Fordítás
- Ez a szócikk részben vagy egészben  a   Gustav Anrich című angol Wikipédia-szócikk ezen változatának fordításán alapul.  Az eredeti cikk szerkesztőit annak laptörténete sorolja fel. Ez a jelzés csupán a megfogalmazás eredetét és a szerzői jogokat jelzi, nem szolgál a cikkben szereplő információk forrásmegjelöléseként.